# James Cerretani
James Cerretani (ur. 2 października 1981 w Reading) – amerykański tenisista specjalizujący się w grze podwójnej.

## Kariera tenisowa
Zawodowy tenisista w latach 2005–2022.
Wygrywał turnieje z serii ITF Men's Circuit oraz ATP Challenger Tour w grze podwójnej. W rozgrywkach ATP World Tour wygrał cztery turnieje deblowe, w roku 2008 w Kitzbühel, w sezonie 2009 i 2011 w Johannesburgu oraz w roku 2017 w Quito. Był również uczestnikiem finału z rozgrywek deblowych w Casablance (2008), Dubaju (2018) i Winston-Salem (2018).
Najwyżej sklasyfikowany w rankingu singlistów był w październiku 2006 roku na 620. miejscu, natomiast w zestawieniu deblistów w lipcu 2008 roku zajmował 45. pozycję.

### Finały w turniejach ATP World Tour
| Legenda                                      |
| -------------------------------------------- |
| Wielki Szlem                                 |
| Igrzyska olimpijskie                         |
| Tennis Masters Cup / ATP Finals              |
| ATP Masters Series / ATP Tour Masters 1000   |
| ATP International Series Gold / ATP Tour 500 |
| ATP International Series / ATP Tour 250      |

#### Gra podwójna (4–3)
| Końcowy wynik | Nr | Data             | Turniej       | Nawierzchnia | Partner        | Przeciwnicy                      | Wynik finału       |
| ------------- | -- | ---------------- | ------------- | ------------ | -------------- | -------------------------------- | ------------------ |
| Finalista     | 1. | 25 maja 2008     | Casablanca    | Ceglana      | Todd Perry     | Albert Montañés Santiago Ventura | 1:6, 2:6           |
| Zwycięzca     | 1. | 20 lipca 2008    | Kitzbühel     | Ceglana      | Victor Hănescu | Lucas Arnold Ker Olivier Rochus  | 6:3, 7:5           |
| Zwycięzca     | 2. | 8 lutego 2009    | Johannesburg  | Twarda       | Dick Norman    | Rik de Voest Ashley Fisher       | 6:7(7), 6:2, 14–12 |
| Zwycięzca     | 3. | 6 lutego 2011    | Johannesburg  | Twarda       | Adil Shamasdin | Scott Lipsky Rajeev Ram          | 6:3, 3:6, 10–7     |
| Zwycięzca     | 4. | 12 lutego 2017   | Quito         | Ceglana      | Philipp Oswald | Julio Peralta Horacio Zeballos   | 6:3, 2:1 krecz     |
| Finalista     | 2. | 3 marca 2018     | Dubaj         | Twarda       | Leander Paes   | Jean-Julien Rojer Horia Tecău    | 2:6, 6:7(2)        |
| Finalista     | 3. | 24 sierpnia 2018 | Winston-Salem | Twarda       | Leander Paes   | Jean-Julien Rojer Horia Tecău    | 4:6, 2:6           |